# Pärnu (flod)
Pärnu (estisk Pärnu jõgi) er en flod i Estland. Den er den næstlængste flod i Estland med en længde på 144 km. Den har sit udspring i det centrale Estland nær landsbyen Roosna-Alliku. Floden løber fra udspringet vestover mod byen Pärnu, som har givet navn til floden, før den munder ud i Rigabugten og Østersøen. 
Floden har flere sidefloder, så som Lintsi, Käru, Vändra og Sauga fra højre, og Navesti og Reiu fra venstre.